# Melway
Melway, appelé aussi, mais à tort, Melways ou The Melways, est un répertoire des rues de Melbourne (Australie) et de ses environs immédiats, dont la ville de Geelong, que l'on trouve presque partout. Il est édité par Ausway. Sa 37e édition est sortie le 1er août 2009.

## Histoire
Melway fut conçu par Merv Godfrey et Iven Mackay dans les années 1950. La première édition sortit en mai 1966, après cinq années de travail et de recherche. Les 106 cartes originales furent tracées à l'encre et à la main. De nombreux détracteurs affirmèrent que ce produit ne se vendrait pas à cause de son prix trop élevé : à l'époque 2,50 dollars australiens, soit deux fois le prix de son concurrent le plus cher. Maintenant, sur le marché de l'occasion, les premières éditions  peuvent dépasser les 800 dollars.
Au début des années 1980, Melway était devenu le plan de Melbourne le plus vendu, tenant plus de 80 % du marché. De plus, « Melway » commençait à être employé comme un terme générique pour désigner un plan de ville,. En 2008, le prix conseillé pour un Melway était de 52,95 A$, mais on le trouvait chez beaucoup de revendeurs autour de 40 A$. 
En 1982, après la sortie de la quatorzième édition, Melway reçut le « International Cartographic Excellence Award » (Prix international d'excellence cartographique), ainsi que le Prix australien d'excellence cartographique, créé cette année-là. Ausway, compagnie dont fait partie Melway, gagna également ce prix en 1994 pour sa première édition de « Sydway », plan des rues de Sydney.
Presque chaque conducteur à Melbourne possède un exemplaire de Melway, ainsi que tous les chauffeurs de taxi, les conducteurs de bus et quelques voitures de location. Il est utilisé de façon officielle par la police du Victoria, les pompiers, le service d'ambulances, le Service d'aide médicale urgente du Victoria, et par le parc automobile du gouvernement de l'État. Son principal concurrent est UBD, qui a une position dominante à Sydney et à Brisbane, mais qui est rare à Melbourne, malgré un prix particulièrement bas,, en partie grâce à une impression à l'étranger, alors que Melway est imprimé localement.
Le Musée de Melbourne consacre une exposition à ce plan.

## Caractéristiques
Alors que Melway n'était au départ qu'un plan de ville, il fournit maintenant aussi des détails sur les transports publics (lignes de train, de tramways et de bus, avec le prix des tickets), sur les pistes cyclables, les codes postaux, la banlieue, les parcs publics et les réserves. Il indique des points de repère, comme des centres commerciaux, des téléphones publics, des cafés et des restaurants, des attractions, et même le repérage des places de bateaux aux points d'amarrage reconnus. 
En plus des plans de rue, « bordés de bleu » et « bordés de rouge », il y a les plans « bordés de jaune » pour les campus universitaires et les crématoriums, et les cartes « bordées de vert », indiquant les routes vers Adélaïde et Sydney. De nombreuses versions sont disponibles en version standard et en grand format, en panneau mural et sur Internet.